# Apis nearctica
Apis nearctica (saknar svenskt namn) är en utdöd insekt i överfamiljen bin (Apoidea) och släktet honungsbin (Apis).
Apis nearctica är ett utdött honungsbi, som levde i vad som idag är Nevada i USA under mellersta Miocen, mellan 11,6 och 16 miljoner år före nutid.

## Fyndplats
Fossilet upptäcktes 2009 i ett skikt med lerskiffer vid en sjö i Stewart Valley i Nevada av ett amerikanskt-ryskt forskarlag.

## Beskrivning
Fyndet, som är en arbetare, är i mycket gott skick, med bevarade färger och nästan alla kroppsdelar kvar. Det är emellertid inte helt, utan kroppsdelarna är åtskilda. Kroppslängden har därför inte gått att fastställa, men bland annat huvudet har en längd på 3,38 mm, och en bredd på 3,33 mm; framvingen är inte fullständigt bevarad, men dess längd i livstiden uppskattas till mellan 9 och 9,2 mm; bakvingen, som inte heller är helt fullständig, är 4,17 mm. Mellankroppen är blekbrun baktill (troligtvis rödbrun i livet), ljusbrun på sidorna, och mörkbrun på mitten. Benen är ljusbruna. I ansiktet är labrum (överläppen) gul.

## Betydelse för forskningen
Fyndet är det första, fossila honungsbi som upptäckts i nya världen, och det anses som något av en vattendelare för synen på honungsbin i Nordamerika. Tidigare ansågs släktet honungsbin som infört dit, men efter fyndet betraktas släktet som ett ursprungligt, nordamerikanskt släkte.